# Heinz Knobbe
Heinz Knobbe (* 14. April 1932 in Magdeburg; † 26. August 2021 in Berlin) war ein deutscher Diplomat. Er war Botschafter der DDR in Libyen.

## Leben
Knobbe, Sohn einer Arbeiterfamilie, besuchte die Mittelschule und absolvierte zwischen 1948 und 1950 eine Lehre zum Maurer. 1948 wurde er Mitglied des FDGB, 1949 Mitglied der FDJ und 1951 der SED. Von 1950 bis 1953 besuchte er die Arbeiter-und-Bauern-Fakultät in Halle (Saale) und legte dort das Abitur ab. Anschließend studierte er von 1953 bis 1959 am Institut für Internationale Beziehungen in Moskau und erwarb dort den Abschluss als Diplom-Staatswissenschaftler. Von 1959 bis 1966 arbeitete er in der Abteilung Außenpolitik und Internationale Verbindungen beim ZK der SED. 
Von 1966 bis 1971 wirkte er als Botschaftsrat und Stellvertreter des Botschafters   an der Botschaft der DDR in Budapest. Von 1971 bis 1976 war Knobbe Abgeordneter der Volkskammer, Mitglied des Auswärtigen Ausschusses der Volkskammer und des Rates der Interparlamentarischen Union sowie Erster stellvertretender Vorsitzender der Interparlamentarischen Gruppe der DDR. Von 1976 bis 1978 war er wissenschaftlicher Mitarbeiter im Ministerium für Auswärtige Angelegenheiten der DDR (MfAA). Von 1978 bis 1983 war Knobbe als Gesandter an der Botschaft der DDR in London tätig. Danach arbeitete er bis 1986 als stellvertretender Leiter der Abteilung Naher und Mittlerer Osten im MfAA. Von 1986 bis 1990 war er schließlich Botschafter der DDR in Tripolis. 
Knobbe war von 2003 bis 2010 Vorstandsvorsitzender des 1996 gegründeten Nahost-Forums e. V. und von 2005 bis 2010 Vorsitzender der Deutschen Assoziation der Absolventen des Moskauer Staatlichen Instituts für Internationale Beziehungen. Danach war er in beiden Organisationen Ehrenvorsitzender.

## Schriften (Auswahl)
- Die Demokratische Republik Vietnam baut den Sozialismus auf. In: Einheit (1961), Heft 2, S. 310–320.
- Die IPU – die internationale Organisation der Parlamentarier. In: Deutsche Außenpolitik (1972), Heft 5, S. 998–1011.
- II. Interparlamentarische Konferenz über europäische Zusammenarbeit und Sicherheit. Konferenzbericht. In: Deutsche Außenpolitik (1975), Heft 4, S. 583–586.
- Müssen wir uns mit der Angst abfinden? Islam, Islamismus, Dschihad – eine Gefahr für Deutschland? Statt Hysterie ist Dialog und Aufklärung nötig. In: Neues Deutschland, 13./14. November 2004.
- Fundamentalismus – ein Phänomen nur im Islam?  Auszugsweise in: Neues Deutschland, 29./30. Januar 2005 (online)
- Islam und Menschenrechte. Ist eine Angleichung des Demokratieverständnisses zwischen der islamischen und der westlichen Welt möglich?. In: Neues Deutschland, 18./19. Juni 2005.
- Dialog auch mit den Militanten? – Überlegungen zu Lösungsstrategien für globale und regionale Konflikte. In: Neues Deutschland, 21./22. Januar 2006 (online)
- Vom Maurer zum Botschafter. Dreißig Jahre im Dienst der Außenpolitik der DDR, Schriften zur internationalen Politik des Verbandes für internationale Politik und Völkerrecht e.V.: Heft 40, April 2012. Erweiterte Auflage 2015.
- Der Nahe Osten. Meine Aktivitäten, Publikationen, Reden. Eigenverlag, Druck in Central Station Berlin, Mai 2017.

## Auszeichnungen
- Verdienstmedaille der DDR